# Беджая (вілаєт)
Беджая (араб. ولاية بجاية) — вілаєт Алжиру. Адміністративний центр — м. Беджая. Площа — 3 268 км². Населення — 915 835 осіб (2008).

## Географічне положення
Вілаєт розташований на узбережжі Середземного моря та включає в себе частину історичного регіону Кабілія. На сході межує з вілаєтами Джиджель та Сетіф, на півдні — з вілаєтом Бордж-Бу-Арреридж, на заході — з вілаєтами Буїра та Тізі-Узу.

## Адміністративний поділ
Поділяється на 19 округів та 52 муніципалітети.
| Алжир | Це незавершена стаття з географії Алжиру. Ви можете допомогти проєкту, виправивши або дописавши її. |